# NGC 3166
NGC 3166 ist eine Linsenförmige Galaxie mit aktivem Galaxienkern vom Hubble-Typ SB0-a und liegt im Sternbild Sextans südlich des Himmelsäquators. Sie ist schätzungsweise 47 Millionen Lichtjahre von der Milchstraße entfernt und hat einen Durchmesser von etwa 90.000 Lj.

NGC 3166 interagiert mit den Galaxien NGC 3165 und NGC 3169, wie in dem rechten Bild zu sehen ist.
Das Objekt wurde am 19. Dezember 1783 von Wilhelm Herschel entdeckt.